# Otavaloa piro
Otavaloa piro är en spindelart som beskrevs av Huber 2000. Otavaloa piro ingår i släktet Otavaloa och familjen dallerspindlar. Inga underarter finns listade i Catalogue of Life.